# Municipio de Bryan (Nebraska)
El municipio de Bryan (en inglés: Bryan Township) es un municipio ubicado en el condado de Thurston en el estado estadounidense de Nebraska. En el año 2010 tenía una población de 110 habitantes y una densidad poblacional de 2,12 personas por km².

## Geografía
El municipio de Bryan se encuentra ubicado en las coordenadas 42°7′48″N 96°35′7″O / 42.13000, -96.58528. Según la Oficina del Censo de los Estados Unidos, el municipio tiene una superficie total de 51.91 km², de la cual 51,88 km² corresponden a tierra firme y (0,04 %) 0,02 km² es agua.

## Demografía
Según el censo de 2010, había 110 personas residiendo en el municipio de Bryan. La densidad de población era de 2,12 hab./km². De los 110 habitantes, el municipio de Bryan estaba compuesto por el 94,55 % blancos, el 4,55 % eran amerindios y el 0,91 % eran de una mezcla de razas. Del total de la población el 4,55 % eran hispanos o latinos de cualquier raza.